# Google Fotos
Google Fotos (englisch Google Photos) ist ein Onlinedienst des US-amerikanischen Unternehmens Google LLC zur Speicherung von Bildern und Videos. Er wurde als Nachfolger der Foto-Funktionen in Googles sozialem Netzwerk Google+ am 28. Mai 2015 im Rahmen der Google I/O verfügbar. Am 12. Februar 2016 gab Google bekannt, dass Google Photos die Fotobearbeitungssoftware Picasa und den Online-Dienst der Picasa-Webalben ersetzt.

## Funktionen
Google Fotos ermöglicht durch maschinelles Lernen die Suche nach Bildern über Stichworte, ohne diese den Bildern vorher zuzuordnen. Es ermöglicht auch, Fotos automatisch nach Personen zu gruppieren – von der Geburt bis ins hohe Alter.
Der Dienst erlaubte — befristet bis zum 21. Juni 2021 — unbegrenzt viele Fotos bis 16 Megapixel Auflösung und unbegrenzt viele Videos – jedoch nur bis zur Full-HD-Auflösung – hochzuladen.
Unterschieden werden „hohe Qualität“ und „Originalqualität“. Nur mit „hoher Qualität“ werden Bilder beim Hochladen auf maximal 16 Megapixel und Videos auf maximal 1080p verkleinert. Mit „Originalqualität“ sind Medien theoretisch unendlich hoch aufgelöst zu speichern – was aber das Speicherkontingent des Benutzers reduziert.
Unterstützt werden die Dateiformate MPG, MOD, MMV, TOD, WMV, ASF, AVI, DIVX, MOV, M4V, 3GP, 3G2, MP4, M2T, M2TS, MTS und MKV. Andere Formate reduzieren den Speicherplatz ab 6. Dezember 2018.
Bei Kombination mit dem für größere Datenmengen kostenpflichtigen Dienst Google Drive konnten bis zum 30. Juni 2019 
mehr Originaldateien gespeichert werden.
Der Dienst kann als Webanwendung genutzt werden oder per mobile App für iOS und Android, mit dem „Desktop-Uploader“ außerdem vom PC aus unter Windows oder macOS.
Seit dem 15. November 2016 digitalisiert die bei Google Play und in Apples App Store verfügbare kostenfreie App Fotoscanner von Google Fotos (englisch PhotoScan) analoge Fotos mit Verfahren zur Perspektivkorrektur und automatischen Randerkennung.
Die Fotos werden in Alben verwaltet. Bis zum 19. Dezember 2018 durften private Alben bis zu 10.000 Fotos enthalten. Geteilte Alben durften bis zu 20.000 Fotos enthalten, wobei bis zu 10.000 pro Nutzer erlaubt waren. Seither darf jedes Album bis zu 20.000 Fotos enthalten.
Eingeladenen Personen kann der Zugriff auf Alben gegeben werden - aber nicht entzogen werden. 
2018 wurde ein Online-Fotoservice zur Fotoalben-Bestellung eingeführt. Die Bezahlung erfolgt über Google Pay.
Im Zuge der Änderungen des Jahres 2020 kam unter anderem die Darstellung der Fotos auf einer Karte hinzu, eine erweiterte Erinnerungen-Funktion, ein neues Logo sowie eine andere Navigation.
Ab dem 1. Juni 2021 werden auch Bilder und Videos in hoher Qualität an den Speicherplatz angerechnet — gegen die 15 GB, die beim Google-Konto kostenlos dabei sind oder gegen das Speicherplatz-Abo in Google One. Der Gesamtspeicherplatz teilt sich zwischen Google Drive, Gmail und Google Fotos auf. Bisher war die Speicherung von Bildern und Videos in hoher Qualität gratis und nur die Originalqualität wurde angerechnet. Vor dem 1. Juni 2021 hochgeladene Bilder und Videos bleiben jedoch dauerhaft für das Speicher-Kontingent unsichtbar. Die einzigen Geräte, welche weiterhin kostenfreie Speicherung von Bildern und Videos ermöglichen, sind die Pixel-Smartphones bis zur fünften Generation der Gerätereihe.
Wer vom kostenlosen 15 GByte-Speicher als Bestandteil des Google-Kontos durch ein Abo mit Google One mehr Speicher nutzt und dieses Zusatzangebot später wieder kündigt, behält den Zusatzspeicher mit allen Inhalten im Nurlese-Betrieb, so lange man sich mindestens einmal alle zwei Jahre anmeldet.

## Rezeption
Google Fotos erhielt durchgehend gute Bewertungen und Lob für die automatische Sortierung. Walter Mossberg schrieb dazu auf seiner Website Re/code, Google-Fotos sei besser als die Konkurrenz von Amazon Cloud Drive, Apples iCloud, Dropbox und Microsofts OneDrive.
Im Juni 2015 erntete Google Kritik, da der Fotodienst einen 21-jährigen Afroamerikaner und seine Freunde in ein automatisch erzeugtes „Gorilla“-Album einsortierte. Google hat sich darauf entschuldigt und Alben für Gorillas entfernt.